# Roderic Alfred Gregory
Roderic Alfred „Rod“ Gregory (* 29. Dezember 1913 in London; † 5. September 1990 in Liverpool) war ein britischer Physiologe an der University of Liverpool, der vor allem für seine Arbeiten zum Gastrin bekannt ist.

## Leben und Wirken
Gregory erwarb 1934 am University College London einen BSc in Physiologie, 1939 schloss er ebendort sein Medizinstudium ab. Als Postdoktorand arbeitete er bei Andrew Ivy an der Northwestern University in Chicago zur Physiologie des Gastrointestinaltrakts. 1941 erhielt Gregory einen Lehrauftrag für Physiologie am University College, gleichzeitig arbeitete er für das Ministry of Supply zur chemischen Kriegführung. Später erhielt er zunächst eine Stelle als Senior lecturer in experimenteller Physiologie an der University of Liverpool und 1948 ebendort eine ordentliche Professur. 1981 wurde er emeritiert.
Gregory machte sich um die Aufklärung der biologischen Aktivität und Struktur von Peptidhormonen verdient. Gemeinsam mit George Wallace Kenner klärte er die Struktur von Gastrin auf und synthetisierte es. Er konnte Ähnlichkeiten des Gastrins verschiedener Spezies aufzeigen und dass es die fünf C-terminalen Aminosäuren mit Cholecystokinin teilt. Auch konnte gezeigt werden, dass Gastrin die Substanz ist, die die Krankheitssymptome beim Zollinger-Ellison-Syndrom vermittelt. Gemeinsam mit Graham Dockray entwickelte er einen Radioimmunassay zum Nachweis von Gastrin. Späte Arbeiten Gregorys befassten sich mit der Wirkung von Gastrin und anderen Peptidhormonen auf das Gehirn und das enterische Nervensystem.
Rod Gregory wurde 1965 Mitglied der Royal Society und 1980 der American Academy of Arts and Sciences. 1966 erhielt er den Preis der Feldberg Foundation, 1978 die Royal Medal und 1979 den Internationalen Antonio-Feltrinelli-Preis. 1971 wurde er Commander of the Order of the British Empire (CBE).
Gregory war verheiratet und hatte eine Tochter.